# Доисторическая Северная Африка
Доисторический период стран, занимающих большую часть пустыни Сахара: Марокко, Западная Сахара, Алжир, Тунис, Ливия, а также Канарских островов, охватывает период с появления первых гоминид и до раннеписьменных источников. Доисторический период Египта рассмотрен в статье Доисторический Египет, стран сахельской зоны (в том числе Судана) — в статьях об истории соответствующих стран.

## Нижний и средний палеолит
В ходе раскопок на территории Сахары в Айн-эль-Ханех (Ain el Hanech) близ алжирского города Саида были обнаружены свидетельства присутствия человека, связанные с олдувайской индустрией, датируемые возрастом ок. 1,8 млн лет назад.
Ранний (нижний) и средний палеолит на территории Европы, Азии и Африки были во многом сходными, прежде всего характерными орудиями ашельского типа (ручными топорами, которые распространены во всей Северной Африке, и в частности, в Сахаре).
В 1954—1955 годах близ Тернифина в районе Орана (Алжир) были найдены три нижних челюсти и теменная кость атлантропа (700 тыс. лет). Позднее в ходе раскопок были обнаружены следы и более раннего присутствия человека, связанные с олдувайской индустрией и датируемые около 1,8 млн лет назад.
Позднее неандертальцы стали создавать орудия леваллуазского и мустьерского типов, которые встречаются также в Леванте и в Европе.

## Верхний палеолит
Верхний палеолит: первые признаки этого периода стали зарождаться уже в конце среднего палеолита. Около 110 тыс. лет назад в Европе  началась сухая и холодная климатическая стадия (Вюрмское оледенение), которое в период 66—13,5 тыс. лет назад перемежалось несколькими более тёплыми и влажными периодами, в частности, потеплениями 47—37 тыс. лет назад и 28—23 тыс. лет назад (см. мустьерский плювиал), тогда как в период 23—13,5 тыс. лет назад наблюдалось сильное похолодание.
Для данной стадии верхнего палеолита были характерны поначалу мустьерские орудия, а позднее — технологически более развитые орудия атерийской культуры, распространённой от Ливии на востоке до Атлантического побережья на западе, а к югу до крупного в те времена Чадского озера, спорадически встречавшейся также в Египте и в Судане к западу от Нила. Орудия «атерийской культуры» (по названию памятника Бир-эль-Атер к югу от г. Аннаба на северо-востоке Алжира), впервые появляются с 30000 г. до н. э., отличаются высоким качеством изготовления, большим разнообразием и специализацией по сравнению с мустьерскими. Атерийская культура (атерийский тип орудий) была первой археологической культурой, не имевшей аналогов в других местах; в то время как в Европе существовали средний и верхний палеолит, а также мезолит, в Африке существовала специфическая африканская фаза палеолита, продолжавшаяся в районе Чадского озера вплоть до неолита. Носителями атерийской культуры были кроманьонцы. Она представляет собой первые культурные следы человека в Сахаре.

## Эпипалеолит
Обе эпипалеолитические культуры Северной Африки, возможно, связанные своим происхождением с Малой Азией — иберомавританская (17-8 тыс. до н. э.) и последующая капсийская (9 — 3 тыс. до н. э.), имеют типично североафриканские черты. В их инвентаре преобладают микролиты, в особенности насадки для гарпунов и пил — их часто находят в местах высохших озёр.
Эпипалеолитические археологические находки в Северной Африке довольно редки — многие, возможно, уничтожены в результате подъёма уровня моря. В пещере Хауа-Фтеах (Киренаика, Ливия) обнаружены останки диких овец, туров и газелей. Также кости овец обнаружены в пещере Хагфет эд-Дабба. В Магрибе обнаружены мельничные камни и серповидные каменные орудия.
Наиболее ранняя индустрия наконечников, распространившаяся в период 15-10 тыс. лет до н. э. по всему побережью Северной Африки, относится к иберо-мавританской культуре, именуемой также оранской (по месту находок близ г. Оран). Носители данной культуры, как и соседней Хасси-эль-Абиод на территории Западной Сахары и Мавритании, относились к мехтоидной субрасе, близкой к европейским кроманьонцам. К югу от неё существовала киффийская культура, носители которой принадлежали к негроидной расе.
В период 9000 — 5000 годах до н. э. иберо-мавританскую культуру постепенно поглощает капсийская культура. Её носители, предположительно говорившие на афразийских языках, пришли из Восточной Африки (регион Африканского Рога). Около 3000 года до н. э. антропологический тип капсийской культуры постепенно становится однородным и соответствует современной средиземноморской субрасе. Последние мехтоиды (гуанчи) сохраняются на Канарских островах, однако в последующие годы туда проникают берберы, о чём свидетельствуют данные гуанчских языков.
Неолитическая цивилизация, для которой были характерны одомашнивание животных и натуральное сельское хозяйство, развилась на территории Сахары (в то время переживавшей влажный неолитический субплювиал) в период 6000 — 2000 лет до н. э. Такой тип экономики получил отражение в наскальном искусстве Сахары.

## Неолит
Наскальные изображения Сахары, из которых наиболее известны рисунки из Тассилин-Аджер в Алжире, отражают живые сцены повседневной жизни в центральной Северной Африке во время неолитического субплювиала (около 8000 — 4000 гг. до н. э.). Авторами рисунков были охотники — носители неолитической капсийской культуры, жившие в тогдашней Сахарской саванне, где имелись такие животные, как африканский буйвол, слон, носорог и гиппопотам. В настоящее время на месте бывшей саванны — пустыня, а указанные животные живут намного южнее.
До конца ледникового периода произошло ещё несколько коротких похолоданий и потеплений вплоть до наступления экстремума 12900 — 11500 лет назад, известного как младший дриас. Эти колебания температуры отражались на климате и влажности Сахары.
Решающую роль в заселении Северной Африки сыграли голоценовые климатические фазы; резкое опустынивание в определённые периоды приводило к тому, что люди отступали в более влажные области вдоль морского побережья, в оазисах и в долине Нила. Когда уровень моря вновь поднялся по окончании засушливого периода, у народов, живших охотой и собирательством, возник пищевой кризис, аналогичный тому, который на территории Европы известен под названием мезолит, и который в результате истощения фауны, перебитой охотниками, прежде всего в Передней Азии и на востоке Северной Африки, привёл к возникновению неолитического (раннеземледельческого) хозяйства.
При этом примечательно, что за пределами Европы мезолит с типичными для него крупными кучами раковин, что свидетельствовало о нехватке крупной мясной пищи, известен только в Северной Африке и Передней Азии, где он в связи с палеолитическими пережитками обозначается термином эпипалеолит, причём на севере Африки — в основном в восточной части, но не в остальных частях африканского континента. Неолит в Африке возник тоже только в северной части, причём поначалу — в северо-восточной.
Неолитический образ жизни известен не только по наскальным изображениям, но также благодаря находкам весьма разнообразных орудий, в частности, каменных жерновов и сосудов для растирания зерна, серпов, древок стрел, а также шлифованных каменных сосудов, черепков керамики и т. д. Все эти находки указывают, что территория современной пустыни Сахары когда-то была весьма плодородной, в течение тысячелетий там кипела жизнь, а периодические кризисные ситуации (в том числе климатические колебания) рано или поздно привели к выработке неолитических технологий и к возникновению древнеегипетской цивилизации путём слияния нескольких культурных комплексов Верхнего и Нижнего Нила. Наскальные изображения Сахары весьма живописно передают местный образ жизни.
Ко времени климатического оптимума раннего голоцена относятся мезолитические находки с костяными гарпунами, микролитами и камнями-зернотёрками. В пищу люди того времени употребляли рыбу, моллюсков (в том числе улиток), крокодилов, пресноводных черепах и бегемотов. Находки костей антилоп и дикого крупного рогатого скота свидетельствуют, что велась охота и в саванне. В Сахаре люди собирали дикорастущие травы, такие, как просо, а на северной оконечности Африки — также фрукты и клубни. Керамика возникает здесь достаточно рано, и она ещё не связана с полным переходом к неолитическим технологиям.
Находки в восточной части Хоггара свидетельствуют об охоте на диких овец в указанный период. Начиная с 7 тыс. до н. э. возникают такие сооружения, как загоны для скота и ветровая завеса — они известны, например, из находок в пещере Уан-Афуда, где также обнаружена керамика, украшенная волнистыми линиями. Овечьи копролиты с остатками семян свидетельствуют о целенаправленном выращивании овец, которые морфологически всё ещё были близки диким. Также обнаружены дикие виды проса (Panicum и Setaria). Начиная с 5 тыс. до н. э. имеются явные свидетельства наличия одомашненного скота (Ti-n-Torha, Uan Muhuggiag, Aures, Amekni и Meniet в Алжире, Adrar Bous и Arlit в Нигере). Наряду со скотоводством местное население по-прежнему охотится, собирает дикие травы, коренья и клубни. Указанный скот изображён и на наскальных рисунках Сахары. Эти рисунки относятся к эпохе среднего голоцена, когда скотоводство приобретало всё более важную роль. Также наскальные рисунки изображают людей негроидной расы, с закруглёнными головами. Являлись ли эти люди коренным населением Сахары, или они мигрировали туда в указанный период, пока не ясно. На стенках глиняной посуды из пещеры Такаркори (Takarkori) в юго-западной Ливии возрастом 7 тыс. л. н. методом масс-спектрометрии выявили наличие молочных жиров. Тогда жители Северной Африки обладали непереносимостью лактозы, поэтому они изготавливали молочные продукты из молока коров, овец и коз.
Дж. Д. Кларк (J. D. Clark, 1962, 1964) относит начало земледелия в Северной Африке к миграции относительно небольшого числа людей с Ближнего Востока через долину Нила около 4000 г. до н. э. Распространение земледелия в зону Сахеля, вызванное растущим опустыниванием, он датирует около 2000 г. до н. э. Из Марокко известны находки неолитической культуры кардиальной керамики, которая в то время существовала также на побережье Италии, Испании, юга Франции и на крайнем западе Греции.
Интенсивная пахота известна лишь с 1 тыс. до н. э., когда в оазисах юго-запада Ливии засвидетельствована более высокая плотность населения. В это время появляется мелиорация при помощи подземных водных каналов (фоггара). Эти явления археологи связывают с гарамантами, известными из трудов Геродота.

## Бронзовый век
На территории Марокко была распространена культура колоколовидных кубков, известная в основном по памятникам в атлантической Европе.
См. также:
- Древняя Ливия
- Гараманты

## Железный век
Из амальгамы племён, населявших доисторическую Северную Африку, постепенно сложились берберы, имеющие свои собственные лингвистические и культурные исторические характеристики. Берберы существовали на периферии великих империй античности и Средневековья и часто игнорировались хронистами или описывались как беспокойные «варвары». Между тем, берберы вели активную торговлю со своими южными соседями, активно развивали сельское хозяйство.